# 보성 동원석량비
보성 동원석량비(寶城 東院石梁碑)는 대한민국 전라남도 보성군 보성리에 있는 비석이다. 2017년 9월 7일 전라남도의 유형문화재 제332호로 지정되었다.

## 참고 문헌
- 보성 동원석량비 - 국가유산청 국가유산포털